# Fronteira Guiana–Suriname
A fronteira entre a Guiana e o Suriname é uma linha de 600 km de extensão, sentido norte–sul, que separa o leste da Guiana do território do Suriname. No norte, se inicia no litoral do Oceano Atlântico, Mar do Caribe quase na longitude 60º oeste. Vai para o sul até tríplice fronteira das duas nações com o Brasil, na Serra Tumucumaque. 
Ali há uma quase quádrupla fronteira entre Suriname, Guiana e os estados brasileiros do Pará e do Amapá. A fronteira tripla é com o Amapá e a divisa com o Pará fica somente a cerca de 25 km dali, para o oeste. A fronteira separa a região guianense de Este Berbice–Corentyne dos conselhos de vizinhança surinameses de Nickerie (pequeno, no litoral) e Sipaliwini (o maior do país, no sul).
Ambas as nações eram uma única colônia dos Países Baixos desde o século XVII. No início do século XIX, a Guiana (era a Guiana Inglesa) foi tomada pelos ingleses, datando daí a fronteira com o Suriname (que era a Guiana Holandesa). As independências vieram em 1975. 
1. ↑  Almanaque Abril - Mundo - 2006.